# Nicandra physalodes
Nicandra physalodes là loài thực vật có hoa trong họ Cà. Loài này được (L.) Gaertn. mô tả khoa học đầu tiên năm 1791.